# Староіліково (Бакалинський район)
Староілі́ково (рос. Староиликово, башк. Иҫке Илек) — село (у минулому присілок) у складі Бакалинського району Башкортостану, Росія. Входить до складу Кілеєвської сільської ради.
Населення — 147 осіб (2010; 154 у 2002).
Національний склад:
- мордовці — 68 %